# Tân Hưng, Bàu Bàng
Tân Hưng là một xã thuộc huyện Bàu Bàng, tỉnh Bình Dương, Việt Nam.

## Địa lý
Xã Tân Hưng có vị trí địa lý:
- Phía đông giáp huyện Phú Giáo và xã Hưng Hòa
- Phía nam giáp thành phố Bến Cát và xã Lai Hưng
- Phía tây giáp xã Lai Hưng
- Phía bắc giáp thị trấn Lai Uyên.

Xã Tân Hưng có diện tích 32,99 km², dân số năm 2021 là 9.770 người, mật độ dân số đạt 296 người/km².

## Hành chính
Xã Tân Hưng được chia thành 5 ấp: 1, 2, 3, 4, 5.

## Lịch sử
Xã Tân Hưng được thành lập năm 1979, thuộc vùng kinh tế mới của tỉnh Sông Bé trước đây.

## Giao thông
Xã Tân Hưng nằm ở phía đông Quốc lộ 13.